# Nieuw Elan
Nieuw Elan is een lokale politieke partij in de gemeente Alphen aan den Rijn. De partij werd opgericht in 2009 door Eeg Bollebakker en Gerard van As en kwam in 2010 voor het eerst in de gemeenteraad met drie zetels.

## Geschiedenis
Tijdens de gemeenteraadsverkiezingen op 3 maart 2010 behaalde Nieuw Elan drie zetels in de Alphense gemeenteraad. Bij de tussentijdse verkiezingen op 13 november 2013 eindigde de partij als een-na-grootste partij, na het CDA. In 2017 stapten twee raadsleden van respectievelijk CDA en SGP over naar Nieuw Elan, waarmee deze tussentijds groeide van 6 naar 8 raadsleden.
In 2018 werd Nieuw Elan de grootste partij met tien zetels en leverde twee wethouders na college-onderhandelingen: Gerard van As, voormalig wethouder van de VVD en oud-Tweede Kamerlid voor de LPF, en Gert-Jan Schotanus, voormalig wethouder van de SGP tussen 2006 tot 2010 in de gemeente Boskoop. In november van hetzelfde jaar werd Peter Bontekoe uit de gemeenteraadsfractie gezet, waardoor Nieuw Elan een zetel in de raad kwijtraakte. In 2022 werd Nieuw Elan opnieuw de grootste in de Alphense gemeenteraad met 8 zetels.

## Oprichter
De partij werd op 23 september 2009 opgericht door Eeg Bollebakker, hij werd de eerste voorzitter. In 2010 volgde een conflict met de gemeenteraadsfractie die niet wilde dat de partijvoorzitter zich met de politieke standpunten bemoeide. Bollebakker verliet daarop de partij en werd benaderd door Trots op Nederland om voorzitter van de afdeling Alphen aan den Rijn van die partij te worden, dit is echter niet gerealiseerd. Trots op Nederland Alphen ging kort daarna over in Nieuw Elan. In 2014 werd Bollebakker op verzoek van Nieuw Elan weer lid. In mei 2019 verliet hij wederom de partij omdat hij het niet eens was met de veranderde koers.